# سوقومونیان
سوقومونیان (زبان ارمنی: Սողոմոնյան), یکی از نام‌های خانوادگی رایج در میان ارمنیان می‌باشد.
- ادوارد سوقومونیان
- لیلیت سوقومونیان
- هارمیک سوقومونیان
- سوقومون سوقومونیان
- ژاک سوقومونیان
- ارنست سوقومونیان
- یغیشه سوقومونیان
- وان سوقومونیان
- کوریون سوقومونیان
- پیش‌نویس:زاره سوقومونیان